# دانيال هيوز
دانيال هيوز (بالإنجليزية: Daniel Hughes)‏ (16 فبراير 1989 - ) هو لاعب كريكت أسترالي. لعب مع فريق جنوب ويلز الجديد للكريكت ‏ وSydney Sixers ‏ وSydney Thunder ‏.

## وصلات خارجية
- دانيال هيوز على موقع إي آس بي آن كريك إنفو (الإنجليزية)